# The Legend of Bruce Lee

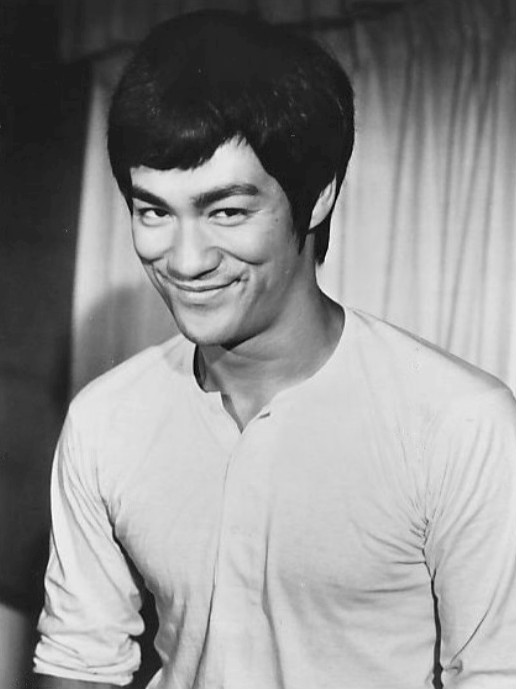
Bruce Lee em 1973

The Legend of Bruce Lee (no Brasil: Bruce Lee: A Lenda) é uma série de televisão chinesa biográfica baseada na história de vida do artista marcial e ator Bruce Lee. Os 50 episódios desta série foram produzidos e exibidos pela CCTV e estreou em 12 de outubro de 2008. O papel de Bruce Lee foi estrelado pelo ator chinês de Hong Kong, Danny Chan e a esposa de Bruce, a norte americana Linda Lee Cadwell foi estrelada pela atriz também norte americana, Michelle Lang. O período de produção durou nove meses, com as filmagens ocorrendo em Hong Kong e Macau na (China), além de Estados Unidos, Itália e Tailândia, com um orçamento de 50 milhões de yuans (US $ 7,3 milhões).
A filha de Bruce Lee, Shannon Lee foi a produtora executiva da série. Outros atores famosos como Mark Dacascos e Gary Daniels que assim como Bruce também foram lutadores e atuaram em vários filmes e séries, além de Ray Park, Ernest Miller, e Michael Jai White são também destaque na série, bem como, os papéis de familiares ao longo da vida e da carreira de Bruce Lee.
The Legend of Bruce Lee tem obtido aumento de audiência desde que foi lançado em 2008. Os primeiros 14 episódios quebraram o recorde na China que era até então do Chuang Guan Dong.

## Recepção Internacional
- Brasil: "Bruce Lee - A Lenda" começou a ser exibida na Rede CNT  no dia 2 de maio, 2011. Em 17 de setembro de 2020, passa a ser exibido pela Rede Bandeirantes nas noites de sábado.[1]
- Itália: "La Leggenda di Bruce Lee" começou a ser exibida na RAI 4 de 04 de abril.
- Estados Unidos: começou a ser exibida pela KTSF durante a semana às 21 h em Abril de 2009.
- Vietnã: foi ao ar na HTV2 e DN1-RTV com um nome traduzido huyen Thoai Lý Tieu em 2009.
- Coreia do Sul: Começou a ser exibida no SBS a partir de maio de 2009.
- Japão: Começou a ser exibida no BS NTV em 3 de outubro de 2009, e em 2010 foi lançado em DVD pela VAP.
- Canadá: A Lenda de Bruce Lee começou a ser exibida em Fairchild Television em 15 de março de 2010.
- Hong Kong: começou a ser exibida pela ATV no início em 14 de maio de 2010, mas com episódios cortados de 45 minutos para apenas 30 minutos. Os primeiros quatro episódios incluiram entrevistas com Danny Chan no início de cada episódio. Além disso, o tema de abertura foi substituído pelo tema de encerramento e vice-versa.
- Filipinas: Começou a ser exibida pela Q em 28 de junho de 2010 substituindo Idol World: Super Junior.
- Taiwan: Começou a ser exibida pela TTV em 27 de Setembro de 2010.

Além disso, nos Estados Unidos, a Lions Gate Entertainment editou a série em um longo filme de 183 minutos e o lançou em DVD em 21 de setembro de 2010.

## Elenco
| Elenco               | Papel                                                   |
| Danny Chan           | Bruce Lee 李小龍                                        |
| Michelle Lang        | Linda Lee 琳達.埃莫瑞                                   |
| Giulio Taccon        | Brandon Lee 李國豪                                      |
| Ray Park             | Rolex (Chuck Norris)勞力士                              |
| Michael Jai White    | Muhammad Ali 哈里森                                     |
| Gary Daniels         | Elliott 埃里特                                          |
| Mark Dacascos        | Thai kickboxer 察爾王                                   |
| Tim Storms           | Wally Jay 威利.傑依                                     |
| Yannick Van Dam      | Hoffman (Robert Wall) 霍夫曼                            |
| Yu Chenghui          | Master Ye (Yip Man) 葉問                                |
| Wang Luoyong         | Shao Ruhai (James Yimm Lee) 邵如海                      |
| Gai Ke               | Mrs. Lee 李太太                                         |
| Zhou Zhou            | Lee Hoi-chuen 李海泉                                    |
| Bian Xiaoxiao        | Qin Xiaoman (Maria Yi, Nora Miao and Betty Ting) 秦小曼 |
| Hazen Lake MacIntyre | George 喬治                                             |
| Ted E. Duran         | Blair 布萊爾                                            |
| Natalia Dzyublo      | Jones 瓊斯                                              |
| Traci Ann Wolfe      | Julianna 嘉麗雅娜                                       |
| Eric Chen            | Wong Shun Leung 黃淳梁                                  |
| Liu Dong             | Taky Kimura 木村武之                                    |
| Ning Li              | Dan Inosanto 伊諾山度                                   |
| Gao Daowei           | Xu Wenhuai (Raymond Chow) 許文懷                        |
| Zhang Lu             | Huang Li (Lo Wei) 黃黎                                  |
| Jia Meiying          | Xu Diya (Ruby Chow) 徐迪雅                              |
| Lin Yumiao           | Ah Lin 阿林                                             |
| Luc Bendza           | Jesse Glover 傑西.格魯夫                                |
| Ernest Miller        | Earnie Shavers 費雷澤                                   |
| Leslie H. Collins    | William Dozier 威廉                                     |
| Wang Gongyi          | Peter Lee 李忠琛                                        |
| Cheng Yu             | Wang Lichao 王力朝                                      |
| Li Yuan              | Yellow-skinned Kid (Wong Jack Man) 黃皮小子             |

## Lutas e desafios[5][6]
ATENÇÃO!  A tabela a seguir tem algumas informações sobre os episódios. No entanto, foi montada de modo a não tirar a surpresa de quem quer assistir à série completa, mas dando oportunidade àqueles que querem ver só a ação sem ter que acompanhar todo o drama. Desta forma, foram listados os desafios e as lutas com episódio e tempo em que acontecem. A sinopse é bem sucinta e não revela o vencedor nem consequências ou causas detalhadas. Na verdade, a sinopse geral da série na versão inglesa do artigo é muito mais reveladora.
Fonte das informações: a própria série, assistida na íntegra no Netflix e depois na Amazon Prime.
| Episódio | Tempo | Contra                              | Estilos                     | Sinopse | Observações |
| 04       | 0:04  | Um discípulo mais antigo de Yip Man | Wing Chun                   | Apenas primeiros treinos. | Houve outros treinos e aprendizados antes e depois, mas esta é uma das lutas mais interessantes. |
| 04       | 0:27  | Wong Jack Man                       | Kung Fu                     | Os dois se provocaram na rua e lutaram. | |
| 04       | 0:35  | Wong Jack Man                       | Kung Fu                     | Bruce quis lutar mais uma vez. | |
| 05       | 0:09  | Wong Jack Man                       | Kung Fu                     | De novo Bruce quis lutar. | |
| 05       | 0:19  | Um discípulo mais antigo de Yip Man | Wing Chun                   | Mais treinos na academia de Yip, novas técnicas. | |
| 06       | 0:28  | Blair Lewis                         | Boxe                        | Os dois já se provocavam na escola e acabaram lutando em um campeonato interno. | Houve outras brigas e provocações, mas esta é uma luta digna. |
| 07       | 0:18  | Um discípulo mais antigo de Yip Man | Wing Chun                   | Mais treinos na academia de Yip. | |
| 08       | 0:25  | David Cafeld                        | Boxe                        | Campeonato de boxe interescolar. | Na sinopse do Netflix aparece o nome David Cooperfield. |
| 14       | 0:42  | Amato                               | Kung Fu vs Karatê           | Ficou muito indignado com as provocações de Bruce e quis lutar. | Amato era discípulo de Kimura. |
| 15       | 0:15  | Amato                               | Kung Fu vs Karatê           | O mesmo motivo e Bruce continuava desafiando Kimura. | |
| 15       | 0:42  | Taky Kimura                         | Kung Fu vs Karatê           | Resolveu aceitar o desafio de Bruce. | Kimura era o maior karateca de Seattle. |
| 20       | 0:18  | Yamamoto                            | Kung Fu vs Karatê           | Convocado por Amato devido às provocações e desafios de Bruce. A luta ocorreu no evento cultural asiático em Seattle, como uma provocação de Yamamoto porque Bruce estava querendo difundir seu estilo.   | Yamamoto é referido como Gangfu na sinopse do Netflix. |
| 21       | 0:05  | Boneco de ferro                     | Kung Fu                     | Yamamoto treinava com um boneco de ferro enorme que só ele aguentava levantar (outros 5 homens não conseguiram). Como Bruce queria desafiá-lo, ele dasafiou Bruce a derrubar o boneco.                    | |
| 21       | 0:32  | Yamamoto                            | Kung Fu vs Karatê           | Bruce queria ainda lutar com Yamamoto. | Esta luta não foi mostrada. Na história, teria ocorrido sem testemunhas. |
| 23       | 0:02  | Wally Jay                           | Kung Fu vs Jiu-Jitsu        | Bruce queria agregar conhecimento de outras artes, além do Karatê, com o qual já havia lidado algumas vezes, então desafiou Jay.                                                                          | Na dublagem e legendagem (PT-BR), aparece o nome Willy. Na carta desafio, parece Wally Tay. |
| 23       | 0:37  | Yamada                              | Kung Fu vs Karatê           | Bruce proferia uma palestra na faculdade falando sobre Kung Fu, Karatê e Jiu-Jitsu. Yamada, um professor de Karatê da faculdade, provocou e desafiou Bruce.                                               | Em alguns momentos na dublagem (PT-BR), ele é chamado erradamente de Yamamoto. |
| 25       | 0:24  | Yamamoto                            | Kung Fu vs Karatê           | Bruce queria enfrentar mestres de outras artes para adquirir conhecimento. Colocou um aviso na porta de sua academia com o desafio, que foi aceito por Yamamoto.                                          | |
| 26       | 0:05  | Ed Parker                           | Kung Fu vs Karatê Kempo     | Yamamoto convocou Ed para o desafio de Bruce, pois toda a comunidade das artes marciais estava indignada com as ações de Bruce.                                                                           | |
| 27       | 0:35  | Hoffman (Robert Wall)               | Kung Fu vs Karatê           | Bruce participou do campeonato de Karatê da Califórnia, do qual Hoffman já era tricampeão. | Bruce enfrentou Yamamoto no campeonato, mas esta luta não foi mostrada. |
| 31       | 0:20  | Wong Jack Man                       | Kung Fu                     | Convocado por seu mestre para dar uma lição em Bruce, que estava deixando a comunidade de Kung Fu na América muito indignada. Esta luta foi interrompida por motivos de força maior (continuação abaixo). | Interessante também são as cenas de treinamento de Wong no episódio 30. Estavam presentes os mestres Wang, Huang e Ma. |
| 32       | 0:02  | Wong Jack Man                       | Kung Fu                     | Continuação da luta anterior. | |
| 35       | 0:08  | Piao Zhengyi                        | Jeet Kune Do vs Tae Kwon Do | Bruce queria se preparar para o campeonato nacional de Karatê e, para aprender mais técnicas, desafiou o mestre de Tae Kwon Do. Antes de lutar com Piao, lutou com um de seus discípulos.                 | A esta altura, Bruce já havia inventado o jeet kune do com base no kung fu, boxe, karatê e jiu-jitsu, além de técnicas elaboradas por ele. Na verdade, desde que começou lidar com o karatê, pode-se dizer que o jeet kune do já estava sendo criado. |
| 35       | 0:17  | Taky Kimura                         | Jeet Kune Do                | Treino para o campeonato nacional de Karatê. | |
| 35       | 0:34  | Piao Zhengyi                        | Jeet Kune Do vs Tae Kwon Do | Campeonato nacional de Karatê dos EUA. | O nome de Piao na sinopse do Netflix é Park Jung Wei. |
| 36       | 0:04  | Rolex (Chuck Norris)                | Jeet Kune Do vs Karatê      | Campeonato nacional de Karatê dos EUA. | |
| 36       | 0:31  | Elliot                              | Jeet Kune Do vs ???         | Elliot apareceu na academia de Bruce e o desafiou, dizendo que viera dar uma lição em Bruce. Lutaram e Elliot deu um conselho a Bruce.                                                                    | A série não esclarece quem é Elliot. Na verdade, nem o nome é revelado, pelo menos na versão dublada ou nas legendas (PT-BR). Este nome também não aparece no IMDB e só foi visto neste artigo antes da criação desta tabela.                         |
| 38       | 0:40  | Boxeador tailandês                  | Jeet Kune Do vs Muay Thai   | Indignado com a fama de Bruce, resolve desafiá-lo para provar que o seu estilo é melhor. Como Bruce estava ausente, Kimura acaba lutando para defender a honra da academia.                               | Este personagem também está sem nome. Aparece com outro que o chama de irmão, Ze Ren (ver episódio 43). Não é o mesmo do episódio 44. |
| 39       | 0:03  | Boxeador tailandês                  | Jeet Kune Do vs Muay Thai   | Agora a luta é com Bruce. | |
| 43       | 0:43  | Ze Ren                              | Jeet Kune Do vs Muay Thai   | Durante as filmagens na Tailândia, provoca Bruce. | Seu nome é citado por alguém da equipe da produção do filme. |
| 44       | 0:12  | King Charles                        | Jeet Kune Do vs Muay Thai   | Resolve desafiar Bruce para defender a honra do Muay Thai. Também durante as filmagens na Tailândia. | É um nome bem atípico para um tailandês, mas foi falado na série. |
| 49       | 0:13  | Dan Inosanto                        | Nunchaku                    | Apenas treinamento para filmagens. | Vale a pena ver, apesar de não ser uma luta real. |
| 50       | 0:13  | Wong Jack Man                       | Jeet Kune Do vs Kung Fu     | Mais uma vez desafia Bruce, que relutou em aceitar o desafio. | Com certeza, o ápice da série em termos de luta. |